# Sandovalina
Sandovalina é um município brasileiro do estado de São Paulo. Localiza-se a uma latitude 22º27'22" sul e a uma longitude 51º45'47" oeste, estando a uma altitude de 424 metros. Sua população segundo o Censo Demográfico de 2022 era de 3.645 habitantes. Possui uma área de 456,47 km².

## História
Sandovalina teve início como povoado por volta do ano de 1950, pela fundação da vila pelo fazendeiro Antônio Sandoval Neto, proprietário de uma vasta área de terras na região. Com o preparo da terra para o café, algodão e outras culturas, muitas famílias da região foram trabalhar na lavoura. Com o passar do tempo, também se desenvolveu o cultivo da erva-mate. Conforme a agricultura crescia, o povoado crescia, e o comércio acompanhava o ritmo, prevendo o futuro da cidade, Antônio Sandoval Neto loteou uma área para construção da futura cidade.
Mercê de suas reivindicações deu-se a criação do Distrito de Paz de Sandovalina, criado no Município de Presidente Bernardes, com sede e povoado de igual nome e com território desmembrado do Distrito de Nova Pátria, pelo Decreto nº 2456, de 30 de dezembro de 1953.
Não parou aí o desejo da população de Sandovalina. Alguns anos após, pleitearam a criação do município; assim, Sandovalina foi elevada a Município, com sede na mesma vila e de igual nome, pela Lei nº 5285 de 18 de fevereiro de 1959, instalando-se o município em 1º de janeiro de 1960.

## Demografia

### População
| Crescimento populacional                             | Crescimento populacional | Crescimento populacional | Crescimento populacional |
| Ano                                                  | População Total          |                          | %±                       |
| ---------------------------------------------------- | ------------------------ | ------------------------ | ------------------------ |
| 1960                                                 | 4 650                    |                          | —                        |
| 1970                                                 | 3 090                    |                          | −33,5%                   |
| 1980                                                 | 2 735                    |                          | −11,5%                   |
| 1991                                                 | 2 403                    |                          | −12,1%                   |
| 2000                                                 | 3 089                    |                          | 28,5%                    |
| 2010                                                 | 3 699                    |                          | 19,7%                    |
| 2022                                                 | 3 645                    |                          | −1,5%                    |
| Est. 2024                                            | 3 699                    | [ 4 ]                    | 1,5%                     |
| Fontes: Censos Demográficos IBGE e Estimativas SEADE |                          |                          |                          |

### Dados demográficos
Dados do Censo — 2000
População total: 3.089
- Urbana: 1.750
- Rural: 1.339
- Homens: 1.530
- Mulheres: 1.559

Densidade demográfica (hab./km²): 6,78
Mortalidade infantil até 1 ano (por mil): 11,15
Expectativa de vida (anos): 73,96
Taxa de fecundidade (filhos por mulher): 2,90
Taxa de alfabetização: 86,22%
Índice de Desenvolvimento Humano (IDH-M): 0,773
- IDH-M Renda: 0,656
- IDH-M Longevidade: 0,816
- IDH-M Educação: 0,847

(Fonte: IPEADATA)

## Geografia
- Em área é o 189º maior município do estado de São Paulo

### Hidrografia
- Rio Paranapanema
- Rio Pirapozinho
- Ribeirão Taquaruçu
- Usina Hidrelétrica de Taquaruçu

### Rodovias
- SP-425

## Infraestrutura

### Comunicações
O sistema de telefones automáticos foi inaugurado na cidade em 1985 pela Telecomunicações de São Paulo (TELESP), que também implantou o sistema de discagem direta à distância (DDD) em 1988 com o código de área (0182). Anteriormente a cidade era atendida pela Companhia de Telecomunicações do Estado de São Paulo (COTESP).
Na década de 90 o código DDD da cidade foi alterado para (018), para padronização do sistema telefônico com a telefonia celular que estava sendo implantada em todo o estado.

## Administração
- Prefeito: Marcos Mendes da Silva (MDB) – 2025/2028
- Vice-prefeito: Lucio Jose de Medeiros (MDB)
- Presidente da câmara: Rogério Rocha de Araújo (PRD) – 2025/2026

## Religião
O Cristianismo se faz presente na cidade da seguinte forma:

### Igreja Católica
- A igreja faz parte da Diocese de Presidente Prudente.[13]

### Igrejas Evangélicas
- Assembleia de Deus Ministério do Belém.[14][15]
- Congregação Cristã no Brasil.[16]